# Dimitrovgrad, Bulgaria
Dimitrovgrad (în bulgară Димитровград) este un oraș în Obștina Dimitrovgrad, Regiunea Haskovo, Bulgaria.

## Demografie
Componența etnică a orașului Dimitrovgrad
     Romi (5,19%)
     Turci (1,79%)
     Bulgari (84,91%)
     Nicio identificare (7,69%)
     Altele (0,39%)
La recensământul din 2011, populația orașului Dimitrovgrad era de 38.738 locuitori. Din punct de vedere etnic, majoritatea locuitorilor (84,91%) erau bulgari, existând și minorități de romi (5,19%) și turci (1,79%). Pentru 7,69% din locuitori nu este cunoscută apartenența etnică.